# Gwardia Lublin
Gwardia Lublin – milicyjny klub sportowy z Lublina.

## Historia
Sekcja piłkarska w sezonach 1952 i 1953 występowała w II lidze (obecnie I liga), oraz w Pucharze Polski w sezonie 1952. W II lidze klub rozegrał ogółem 44 mecze, zdobywając 33 punkty. Gwardia Lublin posiadała także sekcję lekkoatletyczną.

## Sukcesy
- II liga
  - 1952
  - 1953[2]

- Puchar Polski
  - 1952